# Обилие видов
Обилие видов — количество особей вида на единице площади или объёма; в геоботанике, в широком смысле, — группа показателей (количественных или балльных), характеризующих роль вида в фитоценозе.
Среди показателей обилия выделяют:
- относительная численность особей на единицу площади: применяется для видов деревьев, кустарников, растений в условиях разреженного растительного покрова (например, верблюжьих колючек в пустыне) и т. п.
- проективное покрытие видов: применяется для видов напочвенного покрова, кустарников в виде зарослей и т. п.
- балльные оценки объединённого определения покрытия и численности видов — обилие видов (в узком смысле).

Для определения последнего показатели применяется глазомерный учёт и используются различные шкалы обилия. Классической (хотя и устаревшей) шкалой является шкала обилия Друде:
| № п/п | Условное обозначение по О. Друде | Характеристика обилия                                                            | Обозначение по-русски |
| ----- | -------------------------------- | -------------------------------------------------------------------------------- | --------------------- |
| 1.    | Socials (Soc.)                   | Растения, смыкающиеся своими надземными частями, образуя общий фон               | Фон (Ф)               |
| 2.    | Copiosae (Cop.)                  | Растения, встречающиеся в большом количестве, но их надземные части не смыкаются | Обильно (Об.)         |
| 2.    | Cop.3                            | очень обильно, но фона не даёт                                                   | Об.-3                 |
| 2.    | Cop.2                            | Обильно, особей данного вида много                                               | Об.-2                 |
| 2.    | Cop.1                            | Обильно                                                                          | Об.-1                 |
| 3.    | Sparsae (Sp.)                    | Растения встречаются изредка, рассеяно, в небольшом количестве                   | Изредка (Изр.)        |
| 4.    | Solitariae (Sol.)                | Растения встречаются редко, единично                                             | Редко (Р)             |
| 5.    | Unicum (Un.)                     | Вид представлен единственным экземпляром на пробной площадке                     | Единично (Ед.)        |